# Nicolás de Pessoa y Figueroa
Nicolás de Pessoa y Figueroa, nacido como Nicolás Homem de Pessoa y Figueroa Mendoza (Santiago, gobernación de Chile, ca. 1629–Corrientes, gobernación del Río de la Plata, después de 1694), fue un hidalgo, militar, conquistador y poblador español que a su sexagenaria edad fue asignado en el cargo de teniente de gobernador de Corrientes desde 1691 hasta 1693.

## Biografía

### Origen familiar y primeros años
Nicolás de Pessoa y Figueroa había nacido hacia 1629 en la ciudad de Santiago de Chile, capital de la capitanía general chilena que como una entidad autónoma formaba parte del entonces Virreinato del Perú, siendo hijo del hidalgo Pedro Homem de Pessoa y Pereda y de su primera esposa Isabel de Figueroa Mendoza y Garcés de Bobadilla.
Sus abuelos paternos eran la hispano-chilena Prudencia Homem de Pessoa y su esposo y cuñado viudo, el capitán Alonso de Pereda Ribera (Jerez de la Frontera, España, 1545 - f. Perú, 1604), que pasó a la América española en 1575 para avecindarse en la ciudad de Concepción de Chile, en donde se había casado en primeras nupcias hacia 1577 con María de Salas y con quien había tenido tres hijos.
Sus abuelos maternos eran Francisco de Figueroa Mendoza y su cónyuge Juana Garcés de Bobadilla Pizarro, por lo que a través de estos Nicolás era bisnieto materno por un lado del conquistador español Juan de Figueroa Villalobos y de su esposa Inés de Mendoza Carvajal, y por el otro, del español Juan Garcés de Bobadilla (n. 1528), conquistador de Panamá en 1547, del Perú en 1549, de Chile en 1550 y encomendero de Osorno desde 1574, y de su mujer Luisa Pizarro y Soto (n. ca. 1550), 
Nicolás era tataranieto materno, a través de esta última que era hija única, del capitán hispano-extremeño Mateo Pizarro Biedma que fue conquistador del Tucumán con Núñez de Prado en 1550, de Chile en 1557 y vecino fundador de Osorno de 1558 a 1565 —además de medio hermano paterno de los otros conquistadores del Perú como el marqués-gobernador Francisco Pizarro, el teniente de gobernador Hernando, el gobernador fáctico Gonzalo y Juan Pizarro que falleció en el sitio del Cuzco por las tropas de Manco Inca del Vilcabamba— y de su esposa Juana de Soto.
Los bisabuelos paternos eran el capitán Pedro Homem de Pessoa y Toro (n. ¿Perú?, ca. 1537) y su cónyuge hispano-peruana Luisa de Salas. Los otros bisabuelos paternos eran los hidalgos notorios Beatriz López y su esposo el capitán hispano-andaluz Andrés de Pereda y Ribera (Jerez de la Frontera, reino de Sevilla, ca. 1520 - f. Chile, 1582) quienes se habían enlazado en Jerez de la Frontera y que luego pasó a la Sudamérica española en 1546 con el presidente La Gasca y ante la derrota del gobernador fáctico peruano Gonzalo Pizarro en 1548, viajó en 1549 con el gobernador Pedro de Valdivia a Chile para convertirse en encomendero de la incipiente ciudad de Valdivia, la cual fuera fundada en 1552 y que posteriormente sería destruida en 1599.
Sus tatarabuelos paternos eran Marina de Toro y su esposo el capitán portugués Pedro Homem de Pessoa de Saa quien fuera un hidalgo que viajó a la isla de Cuba cuando formaba parte del entonces Virreinato colombino y acompañó en 1519 a Hernán Cortés para conquistar el Imperio azteca, en 1532 con Francisco Pizarro para la conquista del Imperio incaico y en 1543 para apoyar en la conquista de Chile, en donde se radicó para ser cabildante de La Imperial en 1554 y de la nueva ciudad de Concepción en el año 1562 hasta principios de 1565.

### Teniente de gobernador de Corrientes
Nicolás ocupó a los 62 años de edad el cargo de teniente de gobernador de Corrientes, capitán a guerra y justicia mayor de su territorio, desde el 15 de julio de 1691, nombrado por el nuevo gobernador rioplatense Agustín de Robles Lorenzana.
El 20 de septiembre del mismo año inició su visita a las reducciones de su jurisdicción, comenzando por Itatí, y a finales de agosto de 1692 tuvo que combatir un malón charrúa que pasando por el río Miriñay había llegado hasta la reducción abipona de «San Fernando de las Garzas».
Ocupó el puesto hasta el 10 de octubre de 1693, fecha que recién su sucesor Pedro Marín Flores se hiciera cargo del mismo, ya que el antes citado gobernador lo había nombrado el pasado 22 de agosto.

### Fallecimiento
El teniente de gobernador correntino Nicolás Homem de Pessoa y Figueroa Mendoza fallecería hacia 1694, durante el cargo de mando que ocupaba o poco después de dejarlo, en la ciudad de Corrientes de la tenencia de gobierno homónima, la cual conformaba con otras a la gobernación del Río de la Plata y la que a su vez era una entidad autónoma del Virreinato del Perú.

## Matrimonios y descendencia
El hidalgo Nicolás Homem de Pessoa y Figueroa Mendoza se había unido dos veces en matrimonio:
- 1) - En primeras nupcias en 1649[19][20] con Juana de Ávila y Brito de Sotomayor[19][20][21] (Santa Fe,[22] ca. 1629 - ib., 1661),[23] una hija de Eugenio de Ávila[21] y de su esposa Leonor de Brito y Sotomayor.[21][22] Fruto del este primer enlace concibieron a una única[19] hija:

- Isabel de Pessoa y Figueroa (Santa Fe, 1650 - ib., 1729) que se casó en 1667 con el capitán hispano-riojano Francisco Martínez del Monje, alguacil mayor de Asunción desde 1675, procurador general de Santa Fe en 1680 y en 1691, alcalde de segundo voto de la misma en 1687 y como alcalde de primer voto en 1695, además de ser un hijo de los españoles Pedro del Monje y de su mujer María de Davalillo, nieto paterno de Pedro del Monje "el Menor" y de su esposa Francisca Martínez de Oñate y nieto materno de Mateo de Davalillo y Francisca de Barrueco. Fueron padres, entre otros, de María Martínez del Monje y Pessoa Figueroa que se enlazaría con el alcalde y teniente de gobernador santafesino Juan de Lacoizqueta.

- 2) - En segundas nupcias[19][27] hacia 1663[23] con Francisca de Sanabria y Saavedra[19][21][26][27] (n. ca. 1644), con quien tuvo tres[19][21][26] hijos y una[26] hija:

- Ignacio de Pessoa y Sanabria (n. ca. 1665) que fuera canónigo de la catedral de Buenos Aires, a cuyo favor se expidió certificado de nobleza, hidalguía y blasones.
- León de Pessoa y Sanabria (n. ca. 1669) que fue también canónigo pero de la catedral de Lima.
- Juan José de Pessoa y Figueroa (n. ca. 1675) que fue un militar que llegó al rango de sargento mayor y luego devenido en funcionario fue nombrado depositario general del Cabildo, regidor y alcalde de Corrientes.
- Francisca de Pessoa y Figueroa (n. Corrientes, ca. 1682) que se unió en matrimonio con el sargento mayor Baltasar Maciel y Sequeira (n. Corrientes, ca. 1681), un hijo del general Baltasar Maciel y de la Cueva (n. ib., 1640), teniente de gobernador de Corrientes desde 1675 hasta 1678, en 1687 y de 1700 a 1701, y de su tercera esposa Ana de Sequeira Bohorques. Fruto del enlace entre Francisca de Pessoa y Figueroa y su esposo Baltasar Maciel y Sequeira tuvieron por lo menos a una hija:

- María Maciel de Pessoa (Corrientes, ca. 1720 - Buenos Aires, después de testar el 23 de diciembre de 1807) que se casó en la localidad de Quilmes el 25 de noviembre de 1750 con el español Juan de Ferragut (Palma de Mallorca, islas Baleares, ca. 1705 - f. después del 12 de agosto de 1767), un hijo de Antonio de Ferragut y de Margarita Mier, y con quien tuvo siete hijos, habiendo nacido la menor en 1760.